# 職業摔角畫報
職業摔角畫報（英語：Pro Wrestling Illustrated，簡稱：PWI），1979年創立的美國職業摔角相關雜誌，總部設於賓夕法尼亞州藍貝爾，由卡帕出版集團發行。自1991年起，職業摔角畫報每年都會公佈前500名摔角手（Top 500 Wrestlers）名單，列舉世上500強的男子摔角手。前50名女子摔角手的名單於2008年開始發佈，並於2018年改為前100名。